# Slowenische Luftstreitkräfte
Die Slowenischen Luftstreitkräfte sind Teil der slowenischen Streitkräfte und unterstehen dem slowenischen Verteidigungsministerium.

## Geschichte
Die slowenische Territorialverteidigung wurde die Keimzelle der 1993 gegründeten slowenischen Armee. Die slowenischen Luftstreitkräfte sind heute keine eigenständige Teilstreitkraft mehr.
Da Slowenien über keine eigenen Strahlflugzeuge verfügt, wird die Sicherung des staatlichen Luftraums seit 2014 von ungarischen Kampfflugzeugen des Typs Saab 39 übernommen. Zuvor (seit dem NATO-Beitritt Sloweniens im Jahr 2004) hatten dies italienische Einheiten übernommen.

## Ausrüstung

### Fluggerät
Die Luftstreitkräfte verfügen nicht über Kampfflugzeuge, aber über elf Pilatus-PC-9-Trainingsflugzeuge. Daneben sind Transportflugzeuge der Typen Pilatus PC-6 Turbo Porter  und L-410 Turbolet im Einsatz. Als Hubschrauber werden vier Bell 206 JetRanger, acht Bell 412 und vier Eurocopter AS 532AL Cougar eingesetzt (Stand Ende 2022).
Im Rahmen des Strategic-Airlift-Capability-Programms werden von Slowenien und den anderen Teilnehmerstaaten zudem drei C-17 Globemaster III betrieben, die für den militärischen strategischen Lufttransport genutzt werden können.
| Luftfahrzeuge                | Foto | Herkunft           | Verwendung                          | Version                   | Aktiv | Bestellt | Anmerkungen                                                        |
| Flugzeuge                    |      |                    |                                     |                           |       |          |                                                                    |
| Pilatus PC-9 „Turbo Trainer“ |      | Schweiz            | Schulflugzeug                       | PC-9M                     | 8     |          | Ausgerüstet mit Maschinengewehren, Bomben, Zusatztanks und Raketen |
| Zlín Z-143                   |      | Tschechien         | Schulflugzeug                       |                           | 2     |          |                                                                    |
| Zlín Z-242                   |      | Tschechien         | Schulflugzeug                       |                           | 8     |          |                                                                    |
| Pilatus PC-6 „Turbo Porter“  |      | Schweiz            | Transportflugzeug                   |                           | 2     |          |                                                                    |
| Let L-410 „Turbolet“         |      | Tschechien         | Transportflugzeug                   | L-410UVP-E                | 1     |          |                                                                    |
| Alenia C-27J                 |      | Italien            | Mittleres Transportflugzeug         |                           | 2     |          | [ 6 ] [ 7 ]                                                        |
| Dassault Falcon 2000         |      | Frankreich         | Geschäftsreiseflugzeug              | Falcon 2000EX             | 1     |          | [ 1 ]                                                              |
| Hubschrauber                 |      |                    |                                     |                           |       |          |                                                                    |
| Eurocopter AS.532AL „Cougar“ |      | Europa             | Transporthubschrauber               | AS.532 „Cougar“           | 4     |          |                                                                    |
| Bell 412 „Iroquois“          |      | Vereinigte Staaten | Transporthubschrauber               | Bell 412EP/HP/SP          | 8     |          | Ablösung durch die AW139M                                          |
| Bell 206 „Kiowa“             |      | Vereinigte Staaten | Schul- und Beobachtungshubschrauber | Bell 206B-3 JetRanger III | 4     |          |                                                                    |

### Flugabwehr
Die Flugabwehrtruppe verfügt über das tragbare Raketensystem SA-18 Grouse, den Flugabwehrkanonenpanzer BOV-3 und das Flugabwehrlenkwaffensystem Roland 2.